# 12111 Ulm
A 12111 Ulm (ideiglenes jelöléssel 1998 LU) a Naprendszer kisbolygóövében található aszteroida. Eric Walter Elst fedezte fel 1998. június 1-én.
Nevét Ulm város után kapta.